# علي توران
علي توران (بالتركية: Ali Turan)‏ (6 سبتمبر 1983 بقيصرية في تركيا - ) هو لاعب كرة قدم تركي في مركز الدفاع. شارك مع منتخب تركيا تحت 21 سنة لكرة القدم ومنتخب تركيا ب لكرة القدم ‏. أما مع النوادي، فقد لعب مع أنطاليا سبور وغلطة سراي وقونيا سبور وقيصري إيرسيسبور وكايسري سبور.

## وصلات خارجية
- علي توران على موقع الاتحاد الأوربي (الإنجليزية)
- علي توران على موقع اتحاد تركيا (لاعب) (الإنجليزية)
- علي توران على موقع قاعدة بيانات كرة القدم.إي يو (الإنجليزية)
- علي توران على موقع Soccerway.com (الإنجليزية)
- علي توران على موقع عالم كرة القدم.نت (الإنجليزية)
- علي توران على موقع AS.com (الإسبانية)